# Інтермедіат
Інтермедіат (лат. intermedius — середній) — проміжна речовина з коротким періодом існування, що утворюється в одному з етапів хімічної реакції, а далі вступає в реакції в наступних періодах, що призводять до утворення продуктів реакції. Зазвичай інтермедіатами є атоми чи молекули з назавершеними електроними оболонками, наприклад вільні радикали, карбокатіони, карбоаніони. Оскільки інтремедіати дуже швидко реагують, їх концентрація в реакційній суміші дуже незначна. Тому їх утворення або теоретично постулюються, або детектують за допомогою сучасних фізико-хімічних методів аналізу. Іноді інтермедіат плутають з перехідним станом, що неправильно, оскільки інтермедіат може бути, у принципі, виділений та охарактеризований, тоді як існування перехідного стану може бути зафіксоване лише у виключних випадках (детальніше див. перехідний стан).

## Основні типи інтермедіатів
- Карбокатіони
- Карбоаніони
- Вільні радикали
- Йон-радикали
- Комплекси з переносом заряду
- Карбени
- Алільний інтермедіат
- Ацильний інтермедіат
- Бензильний інтермедіат
- Тетраедричний інтермедіат
- Колектор (хімія)